# دوري جزر كوك لكرة القدم 1973
دوري جزر كوك لكرة القدم 1973 (بالإنجليزية: 1973 Cook Islands Round Cup)‏ هو موسم من دوري جزر كوك لكرة القدم. فاز فيه Titikaveka F.C. ‏.